# مارفا (تگزاس)
مارفا، تگزاس(به انگلیسی: Marfa, Texas) شهری در ایالت تگزاس از ایالات جنوبی ایالات متحده آمریکا است. در سرشماری سال ۲۰۰۰، جمعیت این شهر ۲۱۲۱ نفر اعلام شد.